# Stand-by-Kredit
Stand-by-Kredit (englisch Stand-by facility) ist im Bankwesen und beim Internationalen Währungsfonds ein Beistandskredit, der zur Sicherung der Liquidität des Kreditnehmers dient.

## Unternehmen
Im Bankwesen handelt es sich um einen Kreditvertrag (Bereitstellungskredit), bei dem ein Kreditinstitut verspricht, einen bestimmten Darlehensbetrag dem Kreditnehmer zur Verfügung zu stellen, sobald bei diesem ein ungewisser oder sogar unwahrscheinlicher Finanzierungsbedarf auftreten sollte. Diese Auffanglinie gibt es nur für Unternehmen. Es handelt sich um eine verbindliche Kreditzusage, die der liquiditätsmäßigen Absicherung des Kreditnehmers dient, in Ausnahmefällen kurzfristig hindernisfrei und ohne Zeitverlust Geldmittel bei der Bank erhalten zu können. Die Laufzeit der Kreditlinie beträgt zwischen ein und fünf Jahren. Sie ist als Liquiditätsreserve vorgesehen, die für plötzlich auftretende Kreditengpässe (Kreditklemme), großvolumige Unternehmenskäufe oder fremdfinanzierte Übernahmen eingesetzt werden kann. In diesen Fällen dient die Linie lediglich als Vorfinanzierung, bis eine bessere Finanzierung zur Verfügung steht. Konkret verlangen auch Ratingagenturen den Nachweis von Stand-by-Fazilitäten für die Refinanzierung eines etwaigen Rückkaufs von Commercial Papers, die der Kreditnehmer emittiert hat.
Bankenaufsichtsrechtlich müssen derartige unwiderrufliche Kreditzusagen mit einer Anfangslaufzeit bis zu einem Jahr mit einem Kreditumrechnungsfaktor von 20 % und Kreditzusagen mit einer Anfangslaufzeit von mehr als einem Jahr mit 50 % der Kreditlinie durch Eigenmittel unterlegt werden. Kreditzusagen, die jederzeit vorbehaltlos und ohne vorherige Ankündigung durch die Bank kündbar sind oder die im Falle einer wesentlichen Verschlechterung der Vermögensverhältnisse des Kreditnehmers effektiv automatisch erlöschen, erhalten einen Kreditumrechnungsfaktor von 10 %. Aus diesem Grund verlangen die Banken im Regelfall einen Bereitstellungszins auf den nicht ausgenutzten Teil der Kreditlinie.

## IWF-Kredit
Seit dem 1. Oktober 1952 können die IWF-Mitgliedsstaaten neben den Sonderziehungsrechten auch so genannte Stand-by Kredite beanspruchen. Ein Stand-by-Kredit ist nach Artikel XXX (b) IWF-Übereinkommen das Recht eines IWF-Mitgliedsstaats, nach Beschluss des IWF auf dessen „General Resources Account“ mit einem bestimmten Kreditbetrag zugreifen zu dürfen. Es handelt sich streng genommen um ein Ziehungsrecht, das die dem Mitgliedsstaat zustehende Quote übersteigt. Diese Bereitschaftskreditvereinbarungen sind eines der Kreditinstrumente des IWF und erlauben einem IWF-Mitgliedsstaat, im Bedarfsfall bei Zahlungsbilanzschwierigkeiten Devisen bis zu einem bestimmten Höchstbetrag abzurufen. Sie wurden später zu einem bedeutenden Element IWF-Instrument in Lateinamerika. Den ersten Kredit nahm Belgien im Oktober 1952 auf. Auch große Mitgliedsstaaten wie Frankreich (Oktober 1956) und Großbritannien (November 1967) gehörten zu den Kreditnehmern, als sie in Zahlungsbilanzschwierigkeiten gerieten. Bis April 1966 bewilligte der IWF insgesamt 9,6 Mrd. US-$ Stand-by-Kredite, die eine Laufzeit von bis zu 2 Jahren aufweisen und prolongiert werden können. Während der Argentinien-Krise erhielt das Land im Juli 1991 allein 1 Mrd. US-$ Stand-by-Kredite. Den größten Kredit erhielt Mexiko im Januar 1995 mit 18 Mrd. US-$. Im April 2000 lag das Volumen für Stand-by-Kredite bei 5,7 Mrd. US-$ für 16 Länder. Zu den weiteren Kreditbedingungen gehören die Einhaltung der Konditionalitätspolitik des IWF und Kreditzusagen der Gläubigerstaaten an den kreditnehmenden Mitgliedsstaat. Der Beistandskredit dient der Wiederherstellung des außenwirtschaftlichen Gleichgewichts beim kreditnehmenden Mitgliedsstaat.